# Mas Marès
El Mas Marès és un edifici a l'est del nucli urbà de la població de Roses (Alt Empordà), al Parc Natural del Cap de Creus, a uns 800 metres de la carretera de Roses a Montjoi, agafant una pista de terra situada a la dreta. La datació no és concloent, tanmateix la primera referència de l'heretat és de l'any 1707 quan les tropes de Felip V la van malmetre. Una segona fa referència a la propietat de la mateixa per part de Josep Marés i Caterina Sanés l'any 1724, encara que es creu que es remunta al s. XVI. Durant la reparació de la teulada de l'any 1987 es va documentar una teula àrab amb la inscripció 1742. Hi ha una altra, esgrafiada a la paret que dona a la sortida que és de l'any 1897.
Mas protegit com a bé cultural d'interès local format per un conjunt de cossos adossats, que li confereixen una planta més o menys rectangular, i alguns cossos aïllats que acompanyen aquesta edificació principal. Tota l'edificació està bastida amb grossos rebles de granit lligats amb morter de calç. Els murs exteriors estaven arrebossats.
El cos principal, al nord, presenta una planta rectangular força allargada, amb coberta a dues vessants de teula àrab. Està construït en un desnivell natural del terreny, fet que provoca que per la part oest, l'edifici tingui dues plantes i, per la part est només una, ja que la primera planta queda al nivell del terreny en aquest punt. La façana principal presenta una porta d'arc rebaixat que dona accés a la planta baixa, destinada originàriament al bestiar, i un petit cos adossat a la cantonada nord-oest. La façana nord presenta dues petites finestres i una porta rectangular que dona accés al pis, destinat a habitacle. A l'interior hi ha voltes de mig punt de pedra a la planta baixa i embigat a la planta pis.
La resta de l'edifici s'allarga en direcció sud mitjançant una successió de tres cossos adossats, amb les teulades a diferent nivell, corresponents a diferents etapes constructives de la casa. Es conserven trams de tortugada de teula vidriada verda, tot i que aquest sector de l'edifici està enrunat. A la part del darrere es localitza el barri. Està format per una tanca perimetral disposada vers el sud i l'est, bastida amb pedra sense escairar i amb diverses obertures tapiades, al marge de la porta d'arc rebaixat i d'una finestra amb voladís de teula.
A uns cinc metres al nord-est del mas hi ha dos cossos aïllats més, una pallissa amb coberta a una vessant i voltes d'arc de mig punt de pedra, i les restes d'una torre de defensa al costat d'un altre recinte destinat a les tasques agrícoles. La torre, de planta circular, presenta el basament lleugerament atalussat. Bastida amb pedres desbastades per la cara externa lligades amb morter de calç. En queda dempeus poc més de la meitat occidental, en una alçada d'uns cinc metres. A l'extrem més elevat del parament hi ha una espitllera, feta amb dos carreus escairats. L'aparell és de grossos rebles de granit lligats amb morter. A l'interior de la torre, i adossada al seu mur, hi ha un pany de mur d'una dependència del mas derruïda, on s'ha conservat una porta amb arc de descàrrega.